# Gać (gmina Główczyce)
Gać (kaszb. Gac, Gace lub też Szpék, niem. Speck) – stara wieś kaszubska w Polsce położona w województwie pomorskim, w powiecie słupskim, w gminie Główczyce nad południowym brzegiem jeziora Łebsko na obszarze Słowińskiego Parku Narodowego. Wieś wchodzi w skład sołectwa Izbica.
W latach 1975–1998 miejscowość należała administracyjnie do województwa słupskiego.

## Nazwa
Nazwa ma pochodzenie słowiańskie i charakter kulturowy. Została wyprowadzona z nazwy pospolitej gać „grobla umocniona faszyną”. Nazwa niemiecka jest adaptacją fonetyczną pierwotnej nazwy słowiańskiej. Friedrich Lorentz odnotował formę nazwy w lokalnych gwarach słowińskich: Gȧ̃c wraz z nazwami mieszkańców: Gãcȯu̯n, Gãcȯu̯nkă „gacianin, gacianka”. Niemiecka nazwa Speck ma charakter kulturowy. Została wyprowadzona z nazwy pospolitej Speck(e) „drewniany pomost, grobla przez bagno” i jest tłumaczeniem pierwotnej nazwy słowiańskiej.
Rada Języka Kaszubskiego proponuje kaszubską formę nazwy Gac.